# Schnabelia aureoglandulosa
Schnabelia aureoglandulosa là một loài thực vật có hoa trong họ Hoa môi. Loài này được (Vaniot) P.D.Cantino miêu tả khoa học đầu tiên năm 1998 publ. 1999.